# Olympique Lillois
O Olympique Lillois foi um clube de futebol francês da cidade de Lille. Fundado em 1902 acabou encerrando suas atividades em 1944 após se unir com o SC Fives para criar o LOSC Lille.

## História
O clube foi fundado em 1902 com apoio de indústrias e comerciantes da cidade de Lille.
Em 1906, já cederia jogadores para a seleção francesa,em 1907 seria vice campeão do Desafio Internacional do Norte, competição que era realizada na França e que tinha partipações de clubes do exterior do continente.[carece de fontes?]

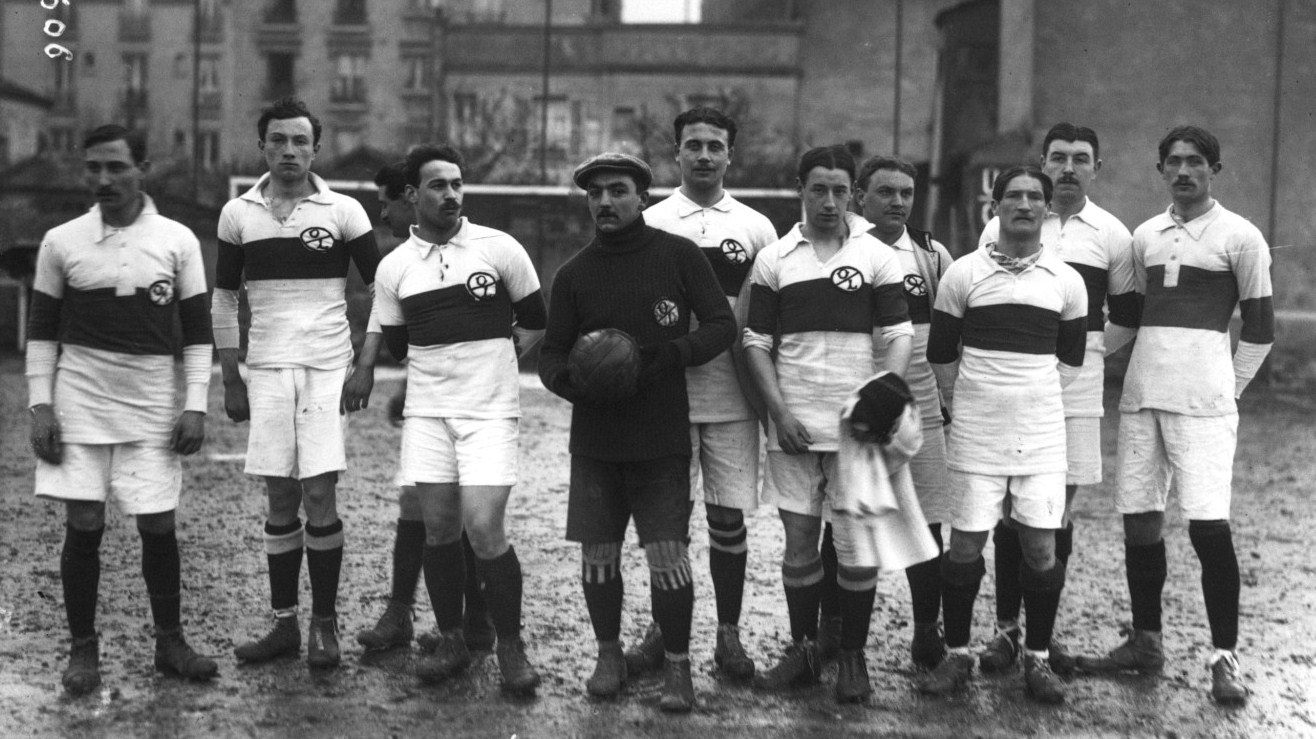
Equipe do Lillois em 1914

Em 1913, o clube faria uma série de amistosos internacionais na Europa, sendo a sua primeira partida nesses amistosos contra o Slavia Praga, da antiga Áustria-Hungria. Faria também um amistoso contra a equipe inglesa  Tunbridge Wells.
Em 1914, ganharia o Troféu Francês.
Na década de 1920, o clube seria acusado de amadorismo marrom, que fez o time pagar 8.000 francos como punição.
Em 1931, chegaria na final da Copa Peugeot, porém perderam de 6-1.
Em 1932, o clube passaria por um momento de pressão exterior para aderir ao futebol profissional, que na França começaria nesse ano, que após meses em discussão,o clube se inscreveria no Campeonato Francês de 1932–33, mesmo fora do prazo de inscrição da competição, o clube então seria um dos  representantes da cidade de Lille na liga nacional.
Na primeira edição da liga profissional do país, o Lillois se consagraria campeão após vencer o  AS Cannes.
Apos campanhas moderadas e decepcionantes com uma dívida razoável, o Lillois seria vice campeão francês em 1935–36. Alguns anos depois, em 1938–38, chegaria na final da Copa da França, porém acabaram perdendo de 3-1 para o Racing Paris.
Durante a segunda guerra mundial e após a morte do seu então presidente Gabriel Caullet em campo de batalha, o clube passaria dificuldades dentro e fora de campo, não conseguindo resultados expressivos nos campeonatos regionais da França, então, em 1943, foi proposta a união do clube com o SC Fives, no qual seria concretizada em setembro de 1944 formando assim o LOSC Lille e a extinção do Lillois.

## Títulos
- Ligue 1: 1932-33[9]
- Troféu Francês: 1914

### Campanhas de destaque
- Copa da França finalista: 1938-39
- Ligue 1 vice campeão: 1935-36
- Copa Peugeot vice campeão: 1931

## Treinadores
- 1931–32: Imre Nagy
- 1932–34: Robert De Veen
- 1934–35: Bob Fisher
- 1935–37: Ted Magner
- 1937–38: Steirling
- 1938–39: Jenő Konrád
- 1941–43: Georges Winckelmans
- 1943–44: Denglos

[carece de fontes?]